# Flughafen Phuket

i7
i11
i13
Der Flughafen Phuket (thailändisch ท่าอากาศยานนานาชาติภูเก็ต, englisch Phuket International Airport; IATA-Code: HKT, ICAO-Code: VTSP) ist ein Flughafen auf der Ko Phuket in Süd-Thailand.
Der Flughafen ist rund um die Uhr geöffnet. Er verfügt über eine Start- und Landebahn, acht Taxiways und fünf Flugsteige.
Mit 16,8 Millionen Passagieren war er im Jahr 2017 der drittmeist frequentierte Flughafen Thailands (nach den beiden Bangkoker Flughäfen).
Bis Anfang 2016 wurde als Reaktion auf die deutlich zugenommenen Passagierzahlen (von 2009 bis 2014 hatte sie sich verdoppelt) ein weiteres Terminal errichtet. Das neue Terminal T1 wurde am 16. September 2016 eröffnet und wird seither für internationale Flüge genutzt, während am alten Terminal T2 Inlandsflüge abgefertigt werden.

## Fluggesellschaften und Ziele
Phuket ist ein beliebtes Ziel für europäische Reisende, weshalb etliche Gesellschaften saisonal aus Europa regelmäßig einfliegen. Daneben gibt es auch einen erheblichen Inlandsmarkt ab Phuket, der unter anderem durch Thai Airways, Thai AirAsia, Bangkok Airways, Nok Air oder Thai Lion Air bestritten wird.
Aus dem deutschsprachigen Raum wird Phuket aktuell (Dezember 2023) nur ab/bis Zürich-Kloten angeflogen.

## Zwischenfälle
- Am 15. April 1985 kollidierte eine Boeing 737-200 der Thai Airways (Luftfahrzeugkennzeichen HS-TBB) beim Landeanflug auf den Flughafen Phuket nach einem Ausfall beider Triebwerke mit einem Berghang. Alle elf Menschen an Bord kamen ums Leben (siehe auch Flugunfall einer Boeing 737 der Thai Airways bei Phuket 1985).[3]

- Am 31. August 1987 stürzte eine Boeing 737-200 der Thai Airways (HS-TBC) während des Anflugs ins Meer, wobei alle 83 Insassen getötet wurden. Untersuchungen ergaben einen Strömungsabriss auf Grund menschlichen Versagens als Ursache (siehe auch Thai-Airways-Flug 365).[4]

- Am 16. September 2007 wurde mit einer McDonnell Douglas DC-9-82 der Billigfluggesellschaft One-Two-Go Airlines (einer Tochtergesellschaft der „Orient Thai Airlines“) (HS-OMG) kurz vor der Landung auf dem Flughafen Phuket ein Durchstarten eingeleitet, welches jedoch misslang, da der Schub auf Leerlauf ging. Die Maschine stürzte neben der Landebahn auf den Boden, zerbrach in zwei Teile und geriet in Brand. Unter den 130 Insassen gab es 90 Todesopfer. Zum Zeitpunkt des Unglücks herrschte starker Regen (siehe auch One-Two-Go-Airlines-Flug 269).[5][6]